# Steinar Grettisson
Steinar Grettisson (* 2. Januar 1988) ist ein ehemaliger isländischer Eishockeyspieler, der seine gesamte Karriere bei Skautafélag Akureyrar in der isländischen Eishockeyliga verbrachte.

## Karriere
Steinar Grettisson spielte während seiner gesamten Karriere bei Skautafélag Akureyrar, mit dem er 2005, 2008, 2010, 2011, 2013 und 2014 isländischer Meister wurde.

### International
Steinar Grettisson spielte bereits als Jugendlicher für Island. Er nahm an der Division II der U18-Weltmeisterschaften 2005 und 2006 sowie dem Division-II-Turnier der U20-Weltmeisterschaft 2008 teil.
Für die Herren-Nationalmannschaft spielte Steinar Grettisson in der Division II bei den Weltmeisterschaften 2008 und 2009.

## Erfolge und Auszeichnungen
- 2005: Isländischer Meister mit Skautafélag Akureyrar
- 2008: Isländischer Meister mit Skautafélag Akureyrar
- 2010: Isländischer Meister mit Skautafélag Akureyrar
- 2011: Isländischer Meister mit den SA Vikingar
- 2013: Isländischer Meister mit den SA Vikingar
- 2014: Isländischer Meister mit Skautafélag Akureyrar